# Bellator MMA
Bellator格斗冠军赛，一般简称Bellator MMA，是一个美国综合格斗比赛及公司，ViacomCBS的子公司。它是一项大型综合格斗比赛，2009年开始举办，现在规模在美国属第二大，仅次于UFC。其名“Bellator”来自拉丁语，意思是“战士”。

## 历史
它由比约恩·罗本尼创立于2008年，2011年12月被维亚康姆买下，2014年6月，比约恩·罗本尼宣布退出Bellator MMA。